# Secondo concerto per orchestra (Petrassi)
Il Secondo concerto per orchestra è una composizione di Goffredo Petrassi scritta nel 1951

## Storia della composizione
Dopo il Primo concerto per orchestra, ben diciassette anni sarebbero trascorsi per assistere alla nascita del Secondo concerto di Petrassi. Nel corso di questo lungo lasso di tempo, il linguaggio musicale del maestro romano avrebbe subito un processo di trasformazione, particolarmente a partire dal periodo successivo alla tragedia della seconda guerra mondiale. Infatti, numerose delle novità musicali e sintattiche che erano nell’aria e che cominciavano ad emergere nell’opera di compositori delle più varie tendenze, finirono per essere prontamente intuite e assimilate da Petrassi, sempre tuttavia in un contesto assolutamente personale nella struttura sostanziale delle sue opere. È il periodo in cui il musicista affronta negli anni 1949-1950 il repertorio del teatro scrivendo Il cordovano, basato su un testo di Eugenio Montale ispirato a un’opera di Miguel Cervantes, cui seguirà La morte nell’aria su testo di Toti Scialoia. In quegli stessi anni nascono anche i balletti Le portait de Don Quichotte e La follia di Orlando, oltre alle musiche per il film Riso amaro ed alla cantata Noche oscura basata sul poema di San Juan de la Cruz. La nuova musica di Petrassi, osserva Massimo Mila, «coglie quel punto magico dove gli opposti coincidono e confluiscono l’uno nell’altro. La musica non è descrizione, evocazione, coloritura di fatti o sentimenti esterni. Si fa essa stessa tutta fatti. Facile comprendere quanta importanza abbia avuto il teatro, e soprattutto il balletto, per scaricare la musica di Petrassi da responsabilità descrittive, espressive nel senso dell’eloquenza, e investirla del cómpito d’una rappresentazione immediata, diretta, che rinvia a nulla al di fuori di lei».
Trascorsa la lunga parentesi lontano dalla musica orchestrale, Petrassi vi ritorna nel 1951 non senza una sollecitazione esterna; fu infatti il direttore d’orchestra svizzero Hans Rosbaud a richiedere al maestro di comporre un nuovo concerto per l’Orchestra da camera di Basilea. Allorquando Petrassi porta a termine la composizione, è il periodo in cui la musica in Europa è già entrata il quella fase che suole definirsi come «Nuova Musica»; di nuovo nel Secondo concerto si rinviene l’uso tutto personale del virtuosismo orchestrale (il gusto per «l’avventura del suono») oltre alla scelta di un atematismo in nuce che rifiuta la ripetizione, quasi a voler dichiarare l’odierna crisi della musica come linguaggio significante.

## Struttura della composizione
Il Secondo concerto, nota Giacomo Manzoni, è un’opera nella quale il linguaggio musicale di Petrassi è ormai arrivato a una completa maturazione rispetto al periodo dell’anteguerra; inconfondibilmente personali sono la ricerca polifonica, la fisionomia dei temi, l’individuazione di cellule ritmiche determinanti per l’intero lavoro. Il Concerto si svolge in piena libertà inventiva configurandosi come un insieme inscindibile, dove ha un’importanza notevole il passaggio di episodi dall’andamento drammatico che si alternano ad altri di serena distensione melodica. 
Roman Vlad nota come, in contrasto con il clima espressivo di Noche oscura, il Secondo concerto si presenta « un lavoro solare, intriso di gioia terrena che si mantiene nel clima astrattamente primaverile indicato nel suo sottotitolo - il fatto è che Petrassi, così come era accaduto dopo il Coro di morti, deve aver avvertito anche dopo l’estremo impegno spirituale della Noche oscura il bisogno di una parentesi di distensione e di evasione … Nel Secondo concerto anche i nessi dodecafonici si allentano o scompaiono del tutto». 
Il Concerto, che presenta l’ancoramento alla tonica (la nota mi, nel primo e nell’ultimo tempo), ha suscitato i commenti di diversi studiosi dell’opera di Petrassi, che hanno tenuto in gran conto l’organico orchestrale leggero, nel solco di Joseph Haydn, comprendente archi, coppie di legni, due trombe e timpani. Giuliano Zosi scrisse in proposito di un «tentativo perfettamente riuscito di emulazione di una visione settecentesca», ma Mila ritiene che la scelta dell’orchestrazione non fosse deliberata da Petrassi, bensì conseguenza dell’organico dell’Orchestra da camera di Basilea. 
Il Concerto è in quattro tempi, preceduti da un breve preludio in tempo Calmo e sereno che definisce il clima dell’intera composizione. 
Con l’appoggio di un energico colpo di timpani, i fiati proclamano con autorità la nota mi costituente la base tonale del primo e dell’ultimo movimento. Ma immediatamente dopo, la solennità dell’inizio svanisce, cedendo il passo agli archi che incominciano un discorso fluente, continuo, discorso dal quale alcuni brevi settori vengono isolati e sottoposti ad un fitto processo di elaborazioni tematiche, con aumentazioni, inversioni, ed una continua «variazione motivica interna ed espansione melodica». Un rinvio a Béla Bartók lo si ritrova nell’accentuato carattere modale della melodia, che si ottiene, osserva lo Zosi, con il frequente ritornare sulle stesse note alternandole di semitono.
Alla prevalenza degli archi subentra un lungo tema dell’oboe, al quale replica «l’amabile ironia del corno». Un principio costante di fluidità nell’uguaglianza dei valori ritmici contraddistingue questo settore modale del calmo e sereno; non tarda tuttavia a fare capolino l’impulso ritmico proprio di Petrassi, qui momentaneamente smorzato in favore di un cantus planus strumentale che si avvolge su sé stesso e si dipana con continui mutamenti di battute, benché all’ascoltatore non pervenga altro che l’inalterabile continuità del tessuto sonoro. Un breve e temperato ictus dinamico, sorretto dai timpani, introduce nel discorso un embrione di differenziazione ritmica, con un discreto ritmo puntato. 
La prevalenza timbrica degli archi e dei legni viene interrotta da echi di trombe in sordina che fanno pensare a fanfare lontane.  Il ritmo della musica muta nel Molto mosso con vivacità dove il cantus planus cede il passo al battito di un’uniforme scansione ritmica che ricorda lo Stravinskij degli anni 1930 (Jeu de cartes, Dumbarton Oaks) il quale, come fu detto, aveva ridotto
«gli schianti tellurici del Sacre du printemps al ronzio domestico di una macchina da scrivere». Fa la sua comparsa il caratteristico «gancio» di tre note con la seconda più bassa che centinaia di Concerti, Partite, Gagliarde e Toccate in stile neoclassico avevano mutuato tra il 1920 ed il 1940 dal Terzo concerto Brandeburghese di Johann Sebastian Bach. Ritmica neoclassica e fluida polifonia germinale si alternano disputandosi la scena ed anche i motivi circolari che si avvolgono su sé stessi portano il loro appoggio ad una continua e regolare scansione ritmica, per quanto sommessa ed in secondo piano. Le fanfare lontane si alternano a momenti in cui riappare il cantus planus ed il neuma di tre note dà luogo ad un episodio cui partecipano anche le trombe. Seguono ancora le note di contrappunto germinale, ma è il gancio di tre note che si ode alla conclusione del primo tempo. 
Nel secondo movimento Allegretto tranquillo proseguono quelli che Boris Porena ha definito gli «ammiccamenti neoclassici». Il tema è annunciato dal flauto su un sottofondo discontinuo di scansione ritmica. La tonalità prevalente è quella di si bemolle ed il materiale del primo movimento fa la sua riapparizione. Prosegue l’alternanza di contrappunti circolari e ritorna anche il gancio di tre note
La persistenza del materiale di base si estende lungo quasi l’intero Concerto, secondo una concezione che si potrebbe definire ciclica. Fa in parte eccezione il Molto calmo, quasi adagio che, senza far venire meno l’omogeneità stilistica della composizione, introduce idee nuove a incominciare da una lenta figura discendente dei clarinetti per quinte. Le sonorità dell’orchestra divengono più dense e spesse rispetto ai tempi precedenti e i vari episodi si succedono in continue fluttuazioni di tempo; vi è un accenno di siciliana ad opera dei legni, tenui appelli da lontano degli ottoni (prima i corni, poi le trombe), figure circolari degli archi sotto il dialogo dei legni. 
Il Presto conclusivo ha la funzione di ricapitolazione dell’intero Concerto. Si ha il ritorno della tonalità fondamentale di mi, affermata in chiusura del tempo precedente con uno squillo prolungato come all’inizio dell’opera. Segue un moto assai rapido degli archi, «come uno sgattaiolare di ombre in fuga», osserva Massimo Mila. La musica ritorna ad un regolare battimento ritmico, su cui il gancio di tre note piroetta con eleganza da ballo. Segue, sempre sopra la regolare scansione ritmica, un episodio agitato sopra una figura di tre note discendenti con accento zoppo. È una finzione di concitazione e di drammaticità, scritta in punta di penna con mano leggerissima. Anche la breve perorazione che precede la chiusura è sotto tono; poi, arriva un colpo secco dei timpani sulla nota mi che conclude il Concerto.

## Discografia parziale
- BBC Symphony Orchestra, Zoltán Peskó (Warner Fonit)
- Netherlands Radio Symphony Orchestra, Arturo Tamayo (Stradivarius)